# Khorochiv
Khorochiv (en ukrainien : Хорошів) est une commune urbaine de l'oblast de Jytomyr, en Ukraine, et le centre administratif du raïon de Khorochiv. Sa population s'élevait à 7 472 habitants en 2021.

## Géographie
Khorochiv est arrosée par la rivière Ircha, un affluent de la Teteriv. Elle se trouve à 66 km au nord-ouest de Jytomyr et à 84 km à l'ouest de Kiev.

## Histoire

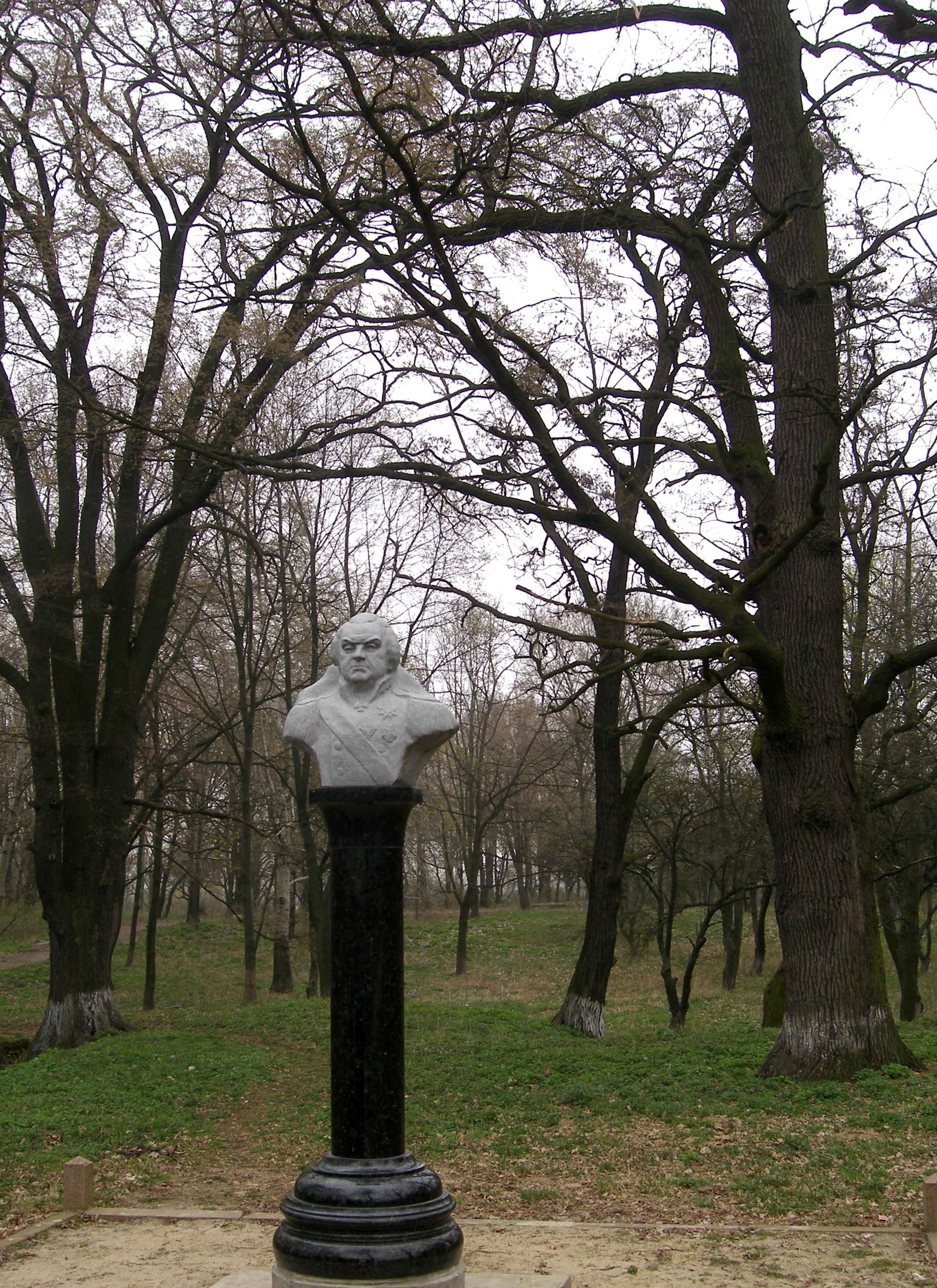
Buste de M. Koutouzov.

La première mention de Khorochiv remonte à 1545 : c'est alors le village d'Aleksandropol (Александрополь) / Oleksandropil, du nom du boyard local. Il appartenait à szlachcic Alexander Pronsky et, après sa mort, c'est la famille polonaise Leszczynski qui en hérita. En 1525, la ville, alors appelée Horochky, fut vendue à la famille Nemyrych. En 1607, le village passa aux mains d'une famille princière lituanienne et prit le nom de Horochky. Pendant l'insurrection de Khmelnytsky, Horochky appartenait au Régiment de Kiev, mais en 1667 il fut rendu à la Pologne conformément au Traité d'Andrusovo. En 1685-1699, la ville fut de nouveau contrôlée par les Cosaques ukrainiens sous la direction de Semen Paliy. En 1793, Horochky fut incorporé à l'Empire russe à l'occasion du deuxième partage de la Pologne. En 1796, l'impératrice Catherine II confisqua le manoir local à ses propriétaires polonais et l'attribua au maréchal Mikhaïl Koutouzov, qui s'était illustré dans la guerre russo-turque de 1787-1792. Koutouzov séjourna dans sa propriété entre 1802 et 1805. 
En 1912, pour marquer le centenaire de la victoire russe contre Napoléon Ier dans laquelle Koutouzov s'était à nouveau distingué, Horochky fut renommé Koutouzove (Кутузове). En 1917, la ville est devenue une partie de la République populaire ukrainienne mais, en 1921, après la révolution russe, Koutouzove a finalement été occupée par l'Armée rouge et rebaptisée Volodarsk, en l'honneur du célèbre bolchevique V. Volodarski (1891-1918), puis en 1927, Volodarsk-Volynskyï. Après que l'Ukraine a retrouvé son indépendance, la localité a finalement été rebaptisée « Khorochiv » en 2016, dans le cadre de la campagne de décommunisation.
Elle a le statut de commune urbaine depuis 1924.

## Parc Koutouzov
L'ancien parc aménagé au XVIIIe siècle, au bord de la rivière Ircha, comptait des chênes séculaires et d'anciennes fortifications. Au milieu du XIXe siècle, un palais fut construit au milieu du parc par les descendants de M. Koutouzov. Au cours de la Première Guerre mondiale, le palais fut transformé en hôpital militaire, puis entièrement incendié pendant la guerre civile, en 1919. Pendant la Seconde Guerre mondiale, les arbres du parc furent abattus par les soldats allemands pour réparer le pont sur l'Ircha. En 1959, le parc fut officiellement nommé « Parc Koutouzov » et un buste de M. Koutouzov dû au sculpteur G. Postnykov y fut placé. 

## Population
Recensements (*) ou estimations de la population :
| 1923* | 1926* | 1959* | 1970* | 1979* | 1989* |
| ----- | ----- | ----- | ----- | ----- | ----- |
| 2 316 | 4 017 | 4 637 | 6 830 | 7 601 | 8 588 |

| 2001* | 2009  | 2010  | 2011  | 2012  | 2013  |
| ----- | ----- | ----- | ----- | ----- | ----- |
| 8 036 | 7 778 | 7 799 | 7 883 | 7 854 | 7 862 |

| 2021  | - | - | - | - | - |
| ----- | - | - | - | - | - |
| 7 472 | - | - | - | - | - |

## Économie
Khorochiv est un centre d'extraction de pierre de construction (granit, labradorite, gabbro) et de pierres semi-précieuses (cristal de roche, topaze, ilménite, aigue-marine, béryl, morion, quartz, opale noire, citrine).

## Transports
Par la route, Khorochiv se trouve à 54 km de Jytomyr et à 69 km par le chemin de fer.

## Honneur
L'astéroïde (212465) Goroshky porte un ancien nom de cette localité.